# 新・黄金の七人 7×7
『新・黄金の七人 7×7』（しんおうごんのしちにんななかけるなな、Sette volte sette）は1968年のイタリアの犯罪コメディ映画。監督はミケーレ・ルーポ、出演はガストーネ・モスキンとライオネル・スタンダーなど。『新・黄金の七人＝7×7』のタイトル表記もある。
『黄金の七人』（1965年）、『続・黄金の七人 レインボー作戦』（1966年）に続くシリーズ第3弾。ただし、主要メンバーを一新し、前作まで監督を務めていたマルコ・ヴィカリオは製作を担当している。なお、前作までとは音楽のアルマンド・トロヴァヨーリとアドルフ役で出演していたガストーネ・モスキン（今作ではベンジャミン・バートン役で主演）が同じである。
前作までの7人の男たちは「A」で始まる名前だったが、今作では「B」である。

## ストーリー
舞台はロンドン。犯人一味はそれぞれの特技を活かし、ある大犯罪を企てる。王立造幣局に忍び込んで本物の紙幣を印刷してしまおうというのだ。問題はアリバイ作りだった。わざと微罪を犯して刑務所に入り、こっそり抜け出して造幣局で仕事をする。外に金を隠し、再び刑務所に戻ってくる。微罪なので数か月後には出所となり、金を取りにいくという算段だ。
だが、計画に気づいた囚人サムが強引に同行する。役に立たない上にトラブルメーカーなサムを引きずりながら計画は進められる。

## 登場人物
ベンジャミン・バートン
作戦の立案者にしてリーダー。変装の名人でもある囚人。
サム
スリの老人。刑務所の病室に心臓病で入院中。
作戦に関与していないため睡眠薬で眠らせる予定だったが、睡眠薬を飲まなかったため作戦のことを知り強引に参加する。
途中で逃亡を図り予定が大幅に崩れるなど、作戦中はトラブルメーカーとなる。
ボドーニ
囚人の一人。紙幣印刷に関心がある。
ビッグベン
囚人の一人。元ボクサーで無口な性格。
ビンゴ
囚人の一人。乗り物に強い。
バナナス
囚人の一人。若く身軽である。
ブリッグス
囚人の一人。電気技師。
バーナード
薬事法違反で収監中。矯正医官の助手として病室の患者の世話をする囚人。

## キャスト
| 役名                   | 俳優                       | 日本語吹替                                              |
| 役名                   | 俳優                       | TBS版                                                   |
| ---------------------- | -------------------------- | ------------------------------------------------------- |
| ベンジャミン・バートン | ガストーネ・モスキン       | 藤岡重慶                                                |
| サム                   | ライオネル・スタンダー     | 多々良純                                                |
| ボドーニ               | ライモンド・ヴィアネッロ   | 大久保正信                                              |
| ビッグベン             | ゴードン・ミッチェル       | 納谷六朗                                                |
| ビンゴ                 | ポール・スティーヴンス     | 筈見純                                                  |
| バナナス               | ナッツァレーノ・ザンペルラ | 徳丸完                                                  |
| ブリッグス             | テオドール・コラ           | 細井重之                                                |
| バーナード             | テューリ・フェッロ         | 阪脩                                                    |
| ミルドレッド婦人       | エリカ・ブラン             | 斎藤昌                                                  |
| 警部補                 | テリー＝トーマス           |                                                         |
| ベルナール             | テューリ・フェッロ         |                                                         |
| ドチャティ氏           | ニール・マッカーシー       |                                                         |
| 刑務所長               | アドルフォ・チェリ         | 仁内建之                                                |
| 不明 その他            | N/A                        | 木原規之 村越伊知郎 根本好章 西川幾雄 藤原登紀子 和田啓 |
| 日本語版スタッフ       |                            |                                                         |
| 演出                   | 演出                       | 長野武二郎                                              |
| 翻訳                   | 翻訳                       | 榎あきら                                                |
| 効果                   | 効果                       | 新音響                                                  |
| 調整                   | 調整                       | 甲野博資                                                |
| 制作                   | 制作                       | ニュージャパンフィルム                                  |
| 解説                   | 解説                       | 荻昌弘                                                  |
| 初回放送               | 初回放送                   | 1973年3月5日 『月曜ロードショー』                       |